# Tuğba Palazoğlu
Emine Tuğba Palazoğlu, més coneguda com a Tuğba Palazoğlu (Bolu, 4 de desembre de 1980) és una jugadora de basquet turca. Va integrar la selecció nacional de Turquia a les Olimpiades de 2012.

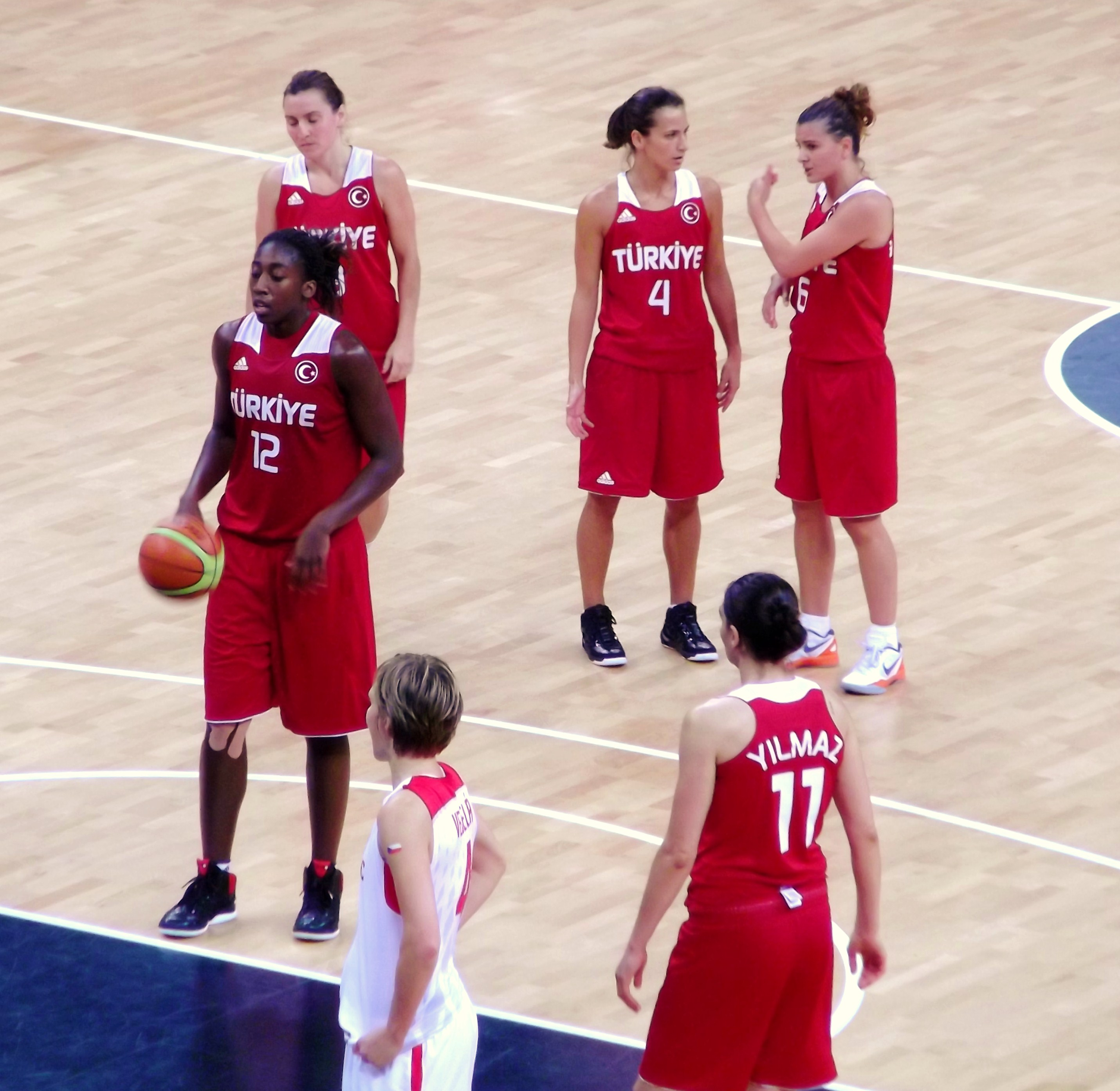
Tuğba als Jocs Olímpics de Londres de 2012